# Neurônio bipolar

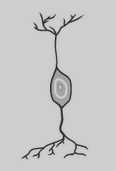
Ilustração de um neurônio bipolar.

Um neurônio bipolar, ou célula bipolar, é um tipo de neurônio que possui dois neuritos, um axônio e um dendrito. Muitas células bipolares são neurônios sensoriais especializados para a transmissão de sentidos. Outras classificações morfológicas dos neurônios incluem os casos unipolar, pseudounipolar e multipolar. Durante o desenvolvimento embrionário, os neurônios pseudounipolares começam como bipolares, mas tornam-se pseudounipolares à medida que amadurecem.
Exemplos comuns de neurônios bipolares são de células na retina, em gânglios no nervo vestibulococlear, em receptores olfativos no epitélio olfatório, no gânglio espiral e como transmissores de sinais eferentes (motores) para o controle dos músculos

### Na retina
Neurônios bipolares são responsáveis pela transmissão de sinais entre as células fotorreceptoras e as células ganglionares, agindo de maneira direta ou indireta para tal. A transferência de informação realizada por esse tipo de neurônio ocorre por mudanças graduais em seu potencial de membrana, diferentemente dos demais neurônios, que a fazem por potenciais de ação. Apresentam duas variedades, sendo elas os neurônios bipolares ON e OFF. Aqueles do tipo OFF são excitados continuamente no escuro pelos fotorreceptores e se tornam hiperpolarizados (suprimidos) na presença de luz. As células bipolares do tipo ON, por sua vez, apresentam o comportamento oposto, portanto, são excitadas pela luz e permanecem suprimidas no escuro.

### No nervo vestibular
Dado que o nervo vestibular é responsável por informações sensoriais, como equilíbrio e percepção de movimento, este também possui neurônios bipolares. Neste caso, a maioria dessas células está dentro do gânglio vestibular, de onde seus axônios se estendem para as máculas do utrículo e do sáculo, assim como para as ampolas dos canais semicirculares.

### Nos gânglios espinhais
Neurônios bipolares são encontrados nos gânglios espinhais, quando ainda estão em fase de desenvolvimento. Em alguns casos, mais processos estão aparentemente conectados a uma célula, mas as demais fibras são derivadas de células nervosas adjacentes e apenas apresentam uma ramificação terminal ao redor da célula ganglionar.

### No córtex cerebral
Os neurônios Von Economo, também conhecidos como neurônios fusiformes, são encontrados em algumas partes específicas do córtex cerebral de macacos e alguns outros animais.